# 이경연
이경연(李景淵, 1565년~1643년) 자는 汝澄. 호는 霽月堂. 본관은 학성. 조선초기 지중추원사 충숙공 藝의 후손으로 대호군 宗實의 현손이다. 증 공조참의 鶴의 막내 아들로 명종 20년(1565) 지금의 울산시 북구 강동 월곡리 珠簾에서 태어났고 학문과 충의를 중히 여겼다. 일찍이 조호익, 장현광 등의 문하에 종유하고 임란이 일어나기 전 시국이 어수선할 때 지역의 뜻있는 인사들과 불국사 泛影樓에서 憂國詩會를 갖는 등 유사시를 대비하였다.
선조 25년(1592) 4월 14일 임진왜란이 일어나자 향리의 우국지사 이한남, 심환, 박봉수, 박응정, 장희춘, 고처겸, 박진남, 김응방 등과 모의하여 동년 4월 21일 울산의 사들의 旗朴山 거병에 참여하였다. 5월 17일 좌병영 탈환계획에 運糧護軍責을 맡아 병영성을 수복하는데 공을 세웠다. 6월 5일 언양으로부터 침입하는 적을 그 길목인 금오산 자락에 매복해 있다가 경주군과 합세하여 적을 무찔렀고 6월 9일에는 蚊川회맹에 참가하였다. 이듬해 1593년 7월에는 문경의 唐橋전투를 비롯한 태화강전투와 孔巖전투에 참전하여 적을 격파하였다. 동왕 27년 1월 月城, 蚊川, 楊川郊 등의 전투에 참전하여 분전하였고 그해 4월에는 무과에 급제하였다. 이어 5월의 울산 도산전투와 7월의 영천 蒼巖전투에도 참전하여 적을 무찔렀다. 동왕 29년 3월 3일 팔공산회맹에 참가하였고, 이듬해 정유재란 때는 7월 21일 방어사 곽재우 장군이 지휘하는 火旺山회맹에 참가하여 여러 고을 의사들과 함께 성을 굳게 지켰다.
이와 같은 전공으로 선조 31년 10월 훈련원주부에 제수되고 동년 12월에 鏡城鎭판관을 역임했다. 정유재란 후인 선조 32년(1599) 10월 명장 마귀가 서생성에 창표당을 짓고 전공이 많은 의사들을 현창할 때 생절 28원 중의 일인으로 위패에 새겨졌다. 38년(1605) 선무원종2등공신에 녹훈되고 인조 14년(1636)에 가선대부 동지중추부사로 승진되었다. 묘소는 울산시 북구 농소동 東華山 선영하에 있다. 묘정비명은 승지 響山 이만도가, 묘지명은 도사 拓庵 김도화가 각각 지었다. 그 후 후손들에 의해 공의 유고를 모은 「제월당실기」가 간행되었다.